# Noční hlídka (Sergej Lukjaněnko)
Noční hlídka (rusky Ночной Дозор) je román žánru fantasy od ruského spisovatele Sergeje Lukjaněnka. Je první částí série Hlídky a volným pokračováním jsou knihy Denní hlídka, Šerá hlídka, Poslední hlídka, Nová hlídka a Šestá hlídka. S Hlídkami souvisí i kniha Temná hlídka od Vladimira Vasiljeva. Na motivy knihy byl v roce 2004 natočen film, který zaznamenal rekordní návštěvnost.

## Děj
Hlavní myšlenka díla stojí na systému rozdělení na dvě kasty, na lidi a Jiné. Jiní mají vyšší moc a jsou schopni vcházet do "šera". Jakéhosi polosvěta kde jinak plyne čas, jinak vypadá svět, jinak vypadají Jiní i lidé. Jiní se však dělí ještě dál na Světlé a Temné podle svého rozpoložení před iniciováním, podle toho zda jsou Světlí či Temní se chovají. Iniciace je jakýsi druh přeměny v Jiného. Světlí čerpají energii z radosti lidí, černí z jejich bolesti. Aby se Temní a Světlí nevyvraždili, uzavřeli takzvanou Velkou dohodu, na jejíž dodržování mimo jiných dohlíží Inkvizice. Podle dohody je v čase temných, v noci, ve službě Noční hlídka, kterou vedou Světlí, a naopak ve dne je ve službě temná Denní hlídka. Obě se snaží udržovat rovnováhu. Za každý přestupek jedné strany může druhá udělat přestupek stejné váhy.
Příběh se odehrává v moderní Moskvě, v ruchu velkoměsta se hlavní postava Jiný, Světlý Anton Goroděckij pokouší zabránit Temným v porušování Velké dohody. Tím se otevírá příběh souboje dobra a zla, Světlí a Temní se totiž snaží naklonit misky vah na svou stranu. Kniha se skládá ze tří příběhů (Náš osud, Našinec mezi našinci a Výhradně pro našince), které na sebe navazují. Goroděckij, který se nedávno dostal z analytického oddělení mezi operativce, na své první akci v terénu narazil na párek upírů, kteří se chystali vysát mladého chlapce Jegora. Problém je, že neměli povolení lovit, Antonovým zásahem se ale začíná celé klubko událostí.
Hlavními postavami celého souboje jsou dva velcí mágové velitelé obou hlídek Geser (Světlý) a Zavulon (Temný). Mimo jiné se však v knize seznamujeme s Antonovým přítelem, mladým upírem Kosťou – Konstantinem Šauškinem a Světlanou, z níž se díky přepsání Knihy osudu za souboje Temných a Světlých stává silná čarodějka.